# Ygglasön
Ygglasön är en ö i Finland. Den ligger i Finska viken och i kommunen Borgå i den ekonomiska regionen  Borgå i landskapet Nyland, i den södra delen av landet. Ön ligger omkring 60 kilometer öster om Helsingfors.
Öns area är 13,5 hektar och dess största längd är 470 meter i sydöst-nordvästlig riktning.